# ۴۸ ذات‌الکرسی
۴۸ ذات‌الکرسی یک ستاره است که در صورت فلکی ذات‌الکرسی قرار دارد.